# Saint-Pierre-de-Trivisy
Saint-Pierre-de-Trivisy – miejscowość i gmina we Francji, w regionie Oksytania, w departamencie Tarn.
Według danych na rok 1990 gminę zamieszkiwało 668 osób, a gęstość zaludnienia wynosiła 19 osób/km² (wśród 3020 gmin regionu Midi-Pireneje Saint-Pierre-de-Trivisy plasuje się na 485. miejscu pod względem liczby ludności, natomiast pod względem powierzchni na miejscu 224.).